# MÁV 240 sorozat
A MÁV IIb. osztály, később 240 sorozat egy magyar 1B tengelyelrendezésű szerkocsis gőzmozdony sorozat volt. 1872 és 1874 között gyártotta a Sigl. Összesen hat db készült a sorozatból.

## Története
A Magyar kir. Államvasutak igazgatósága a külföldi vasutak példájára már az 1870-es évek közepétől behatóan foglalkozott a személyszállítás sebességének fokozásával, aminek legnagyobb akadálya a megfelelő gyorsvonati mozdonyok hiánya volt. Az I. osztályú mozdonyokkal megtett próbálkozások a típus gyenge teljesítőképessége miatt nem vezettek kielégítő eredményre, a II. osztályú mozdonyok viszont, amelyekből a Magyar Keleti Vasút államosítása után már 26 darab volt a MÁV birtokában, óránként 55 km/h-ban megállapított legnagyobb sebességük és nyugtalan járásuk miatt gyorsvonatok továbbítására alkalmatlanok voltak. 1880-ban kísérletképen a II. osztályú mozdonyokat áttervezték és hat darabot belőlük a budapesti főműhelyben átépítettek. Az átépítés célja az volt, hogy a mozdonyok nyugtalan járását -  még nagyobb sebességeknél is - lehetőleg megszüntessék és teljesítőképességüket a kazánteljesítmény fokozásával megnöveljék.
A II. osztályú mozdonyok nyugtalan járását a futótengely elé szerelt gőzhengerek, a hátulsó tengely mögé helyezett szabadon függő tűzszekrény, a túl rövid tengelyállás és nagy sebességeknél a keresztezett rudazatos Stephenson-vezérmű növekvő kompressziói okozták. A nyugodtabb járás biztosítása érdekében tehát meg kellett növelni a mozdony teljes tengelytávolságát, a tűzszekrényt pedig megbízhatóan, úgy mint az I. osztályú mozdonyoknál, alá kellett támasztani.

## Az átépítés
A keretszerkezetet a keretkivágások megváltoztatása miatt teljesen megújították. A futótengelyt a hajtótól 220 mm-rel előbbre, a csatlótengelyt pedig 920 mm-rel hátrább, a tűzszekrény alá helyezték. A tengelytávolságok megnövelése folytán a mozdony szélső tengelytávolsága 3160 mm-ről 4300-ra növekedett. Hogy a megnövelt tengelytávolságok ellenére a mozdony az élesebb pályaívekbe is könnyen beállhasson, a futótengelynek oldalirányban 18 mm oldaljátékot adtak. A II. osztályú mozdonyok gőzhengereit tartozékaival együtt változatlanul szerelték át az átkonstruált keretek elejére a futó kerékpár elé, a gőzelosztást végző keresztezett rudazatos vezérművet azonban nyitott rudazatos Stephenson vezérművel cserélték ki, mivel előbbinél a nagyobb fordulattal és kisebb töltéssel járó gyorsvonati mozdonyoknál a fordulat növekedésével növekvő kompresszió-végnyomások a gőzhengerek működését már károsan befolyásolják.
A gőzkazánt az áttervezés keretében szintén átépítették. A hengeres hosszkazánt ugyan változatlanul vették át a II. osztályú mozdonyról, a füstszekrényt és vele együtt az egész állókazánt azonban teljesen megváltoztatták. A közönséges rövid füstszekrényt 1700 mm hosszú amerikai füstszekrénnyel, a hengeres öntöttvas kéményt Prüssmann-rendszerű kéménnyel cserélték ki. Az állókazánnak a hengeres hosszkazánhoz való golyvafalas csatlakozását elhagyták és az állókazán fedelét simán csatlakoztatták a hosszkazánhoz, a Crampton-rendszerű mennyezettartókat mennyezetcsavarokkal pótolták. A tűzszekrény alsó részét hátul, a tüzelőajtónál megrövidítették, mert csak így lehetett a csatlótengelyt a tűzszekrény alatt elhelyezni. Emiatt a tűzrostély, melynek felületét változatlanul hagyták, 1 :4,5 eséssel lejt a tűzcsőfal felé.
Az eddig ismertetett átalakítások mind csupán a mozdony nyugtalan járásának kiküszöbölését szolgálták. A teljesítmény növelésének céljából a kazán engedélyezett gőznyomását megemelték 8,5-ról 9,5 atm-ra. A gőznyomás felemeléssel ugyan a kazán gőztermelése lényegileg nem változott, a gőzhengerek fajtagos gőzfogyasztása azonban lóerőóránként 0,75 kg-mal csökkent. Ennek köszönhetően a mozdony teljesítménye 453 indikált lóerőre emelkedett, ami közel megegyezik a sokkal nagyobb rostélyfelületű I. osztályú mozdonykazán teljesítményével. Tekintettel arra, hogy ez a teljesítmény a 45 kg/óra gőztermelést m²-ként nem haladja meg, a rostély igénybevétel 600 kg/óra teljesítményig fokozható, amikor a gőzhengerek munkája 544 indikált lóerőórára növekszik.
Az átalakítás végrehajtásával a tengelynyomások is megváltoztak, a tapadósúly 28,0 tonnára emelkedett és az adhéziós vonóerő 4480 kg-ra, a gépezet indító ereje pedig 3800 kg-ra nőtt.
A kazán gőznyomásának felemelésével a gépezetre ható dugattyúerők is megnövekedtek. Egyrészt ez okból, másrészt a tengelytávolságok megnövelése miatt is a hajtó-és csatlórudakat az egyszerű négyszög alakról a nagyobb tehetetlenségi nyomatékkal bíró I alakra változtatták. A régi gépezetből tehát csupán a gőzhengereket vették át változatlanul.
Az így átalakított 1-B tengelyelrendezésű mozdonyokat a II. osztályúakkal szemben, amelyekből az átalakítás történt, IIb. osztályú (később 240 sor;) mozdonyoknak nevezték el és 1111-1116 (240,001-006) pályaszámokkal jelölték meg.